# تشبنهام تاون
نادي تشيبنهام تاون لكرة القدم (بالإنجليزية: .Chippenham Town F.C)‏ هو نادٍ لكرة القدم مقره في تشيبنهام، ويلتشير، بإنجلترا.

## سجلات النادي
- أفضل أداء لكأس الاتحاد الإنجليزي: الجولة الأولى 1951–52، 2005–06، 2019–20.[1]